# Fondul Oamenilor de Afaceri
Fondul Oamenilor de Afaceri (FOA) este un fond închis de investiții din România.
FOA se tranzacționează pe piața RASDAQ din anul 2000, sub simbolul XFOA, listarea fondului având rolul de a reorganiza Fondului Mutual al Oamenilor de Afaceri (FMOA), cunoscut sub numele de SAFI, primul fond mutual de pe piața locală, înființat în 1993.
Fondul este administrat de societatea SAFI Invest.